# Ženski hokej na travi na Igrama Commonwealtha 2006.
Hokej na travi na Igrama Commonwealtha 2006. se igrao u Melbourneu, u Australiji. 
Igrao se usporedno muški i ženski turnir. 

## Vrijeme održavanja
Natjecanja za žene su se održala od 16. do 25. ožujka.
Muška natjecanja su se održala od 17. do 26. ožujka.

## Natjecateljska mjesta
Svi susreti su igrani u State Netball and Hockey Centreu u unutarnjem gradskom predgrađu Melbournea, Parkvilleu.

## Natjecateljski sustav
U prvom dijelu, sudionici su se natjecali po jednostrukom ligaškom sustavu u dvjema skupinama od po pet sudionika. Pobjednici skupina i drugi su išli u poluzavršnicu, u borbu za odličja. Poluzavršnica se igrala unakrižno. Prvi iz "A" skupine je igrao s drugim iz skupine "B" i obrnuto. 5. iz skupina su međusobno doigravali za 9. mjesto. 4. iz skupina su međusobno doigravali za 7. mjesto. 3. iz skupina su međusobno doigravali za 5. mjesto.

## Žene

### Sudionice
U skupini "A", natjecale su se: Malezija, Nigerija, Indija, JAR i domaćin Australija.
U skupini "B", natjecale su se: Barbados, Kanada, Novi Zeland, Škotska i Engleska.

## Sastavi djevojčadi

#### Australija
(1.) Toni Cronk, (2.) Suzie Faulkner, (3.) Karen Smith, (7.) Kim Walker, (9.) Rebecca Sanders, (10.) Kate Hollywood, (11.) Emily Halliday, (12.) Madonna Blyth, (13.) Wendy Beattie, (14.) Nicole Arrold, (15.) Kobie McGurk, (17.) Rachel Imison, (24.) Angie Skirving, (25.) Melanie Twitt, (30.) Sarah Taylor, (32.) Nikki Hudson. Izbornik: Frank Murray.

#### Barbados
(1.) Lana Als, (2.) Ann-Marie Alleyne, (3.) Dionne Clarke, (4.) Joana Davis, (5.) Chiaka Drakes, (6.) Deborah-Ann Holder, (7.) Maria Browne, (8.) Reyna Farnum, (9.) Tricia-Ann Greaves, (10.) Patrina Braithwaite, (11.) Allison Haynes, (12.) Cher King, (13.) Lisa Crichlow, (14.) Charlia Warner, (15.) Nicole Tempro, (16.) Tara Howard. Izbornik: Elius Fanus.

#### Kanada
(3.) Megan Anderson, (4.) Johanna Bischof, (5.) Deb Cuthbert, (9.) Lauren MacLean, (11.) Sarah Forbes, (12.) Kelly Rezansoff, (13.) Stephanie Hume, (14.) Robin Leslie-Spencer, (15.) Stephanie Jameson, (18.) Kim Baker, (19.) Andrea Rushton, (21.) Ali Johnstone, (22.) Tiffany Michaluk, (23.) Katie Rushton, (27.) Clare Linton, (32.) Azelia Liu. Izbornica: Sally Bell.

#### Engleska
(1.) Carolyn Reid, (2.) Beth Storry, (3.) Lisa Wooding, (5.) Crista Cullen, (6.) Mel Clewlow, (7.) Helen Grant, (8.) Helen Richardson, (10.) Lucilla Wright, (11.) Kate Walsh, (13.) Jennie Bimson, (15.) Alex Danson, (20.) Jo Ellis, (22.) Cathy Gilliat-Smith, (25.) Charlotte Hartley, (26.) Beckie Herbert, (27.) Chloe Rogers. Izbornik: Danny Kerry.

#### Indija
(1.) Helen Mary, (2.) Kanti Baa, (3.) Nilima Kujur, (4.) Rajwinder Kaur (hokej na travi), (5.) Sumrai Tete, (6.) Masira Surin, (7.) Subhadra Pradhan, (8.) Asunta Lakra, (9.) Jyoti Sunita Kullu, (10.) Mamta Kharab, (11.) Jasjeet Kaur Handa, (12.) Surinder Kaur, (13.) Saba Anjum Karim, (14.) Sanggai Chanu, (15.) Sarita Lakra, (16.) Rajni Bala. Izbornik: Maharaj Krishan Kaushik.

#### Malezija
(1.) Mizan Fauziah, (3.) Ahmad Intan, (4.) Kari Sebah Anak, (5.) Ali Noor Hasliza, (7.) Ruhani Siti Noor, (8.) Mohamad Din Juliana, (9.) Hashim Norfaraha, (10.) Othman Siti Rahmah, (12.) Arumugam Chitra Devi, (13.) Arumugam Kannagi, (14.) Abdul Rahman Nadia, (15.) Hashim Norbaini, (16.) Mahmud Ernawati, (17.) Lambor Catherine, (18.) Ismail Siti Sarah, (22.) Rahmat Nurulshahizan. Izbornik: Rethinam Chidambaram Raja.

#### Nigerija
(1.) Ladi Rogers, (3.) Helen Obialor, (4.) Christy Bulus, (5.) Queen Anuwa, (6.) Ajuma Ejegwa, (7.) Lucy Micheal Aleji, (8.) Lorinda Sati Yohanna, (9.) Justina Onyedum, (10.) Christy Agbo, (11.) Oluchi Obiefule, (12.) Itohan Evbenafese, (13.) Ijenwa Okah, (14.) Lilian Obasi, (15.) Susan Bulus, (18.) Serah Izang, (19.) Patricia Uzuebu. Izbornik: Christian Kubeinje.

#### Novi Zeland
(1.) Kayla Sharland, (2.) Emily Naylor, (3.) Krystal Forgesson, (9.) Honor Dillon, (10.) Lizzy Igasan, (11.) Stacey Carr, (14.) Suzie Muirhead, (15.) Beth Jurgeliet, (16.) Clarissa Eshuis, (18.) Diana Weavers, (19.) Jane Maley, (20.) Frances Kreft, (25.) Kate Mahon, (26.) Anita Wawatai, (28.) Charlotte Harrison, (29.) Michelle Hollands. Izbornik: Ian Rutledge.

#### Škotska
(1.) Debbie McLeod, (2.) Cath Rae, (3.) Vikki Bunce, (4.) Louise Munn, (5.) Catriona Semple, (6.) Julie Kilpatrick, (7.) Jane Burley, (8.) Catriona Forrest, (9.) Samantha Judge, (10.) Rhona Simpson, (11.) Nikki Kidd, (12.) Linda Clement, (13.) Cheryl Valentine, (14.) Emma Rochlin, (15.) Alison Rowatt, (16.) Louise Carroll. Izbornik: Lesley Hobley.

#### JAR
(1.) Caroline Jack, (2.) Mariette Rix, (3.) Kate Hector, (4.) Nita Van Jaarsveldt, (5.) Tarryn Hosking, (6.) Lenise Marals, (7.) Lesle-Ann George, (8.) Marsha Marescia, (9.) Tarryn Bright, (10.) Kathleen Taylor, (11.) Sharne Wehmeyer, (12.) Lindsey Carlisle, (13.) Henna Du Buisson, (14.) Fiona Butler, (15.) Liesel Dorothy, (16.) Jenny Wilson. Izbornica: Jenny King.

## Prvi krug - po skupinama

### Skupina "A"
| Malezija - Nigerija   |  | 4:0 (1:0)  |
| Australija - Indija   |  | 4:2 (2:2)  |
| Nigerija - JAR        |  | 1:4 (0:2)  |
| Indija - Nigerija     |  | 8:0 (5:0)  |
| Australija - JAR      |  | 3:0 (1:0)  |
| Malezija - Indija     |  | 1:6 (0:4)  |
| Australija - Malezija |  | 8:0 (4:0)  |
| JAR - Indija          |  | 2:2 (2:1)  |
| Nigerija - Australija |  | 0:12 (0:7) |
| Malezija - JAR        |  | 2:1 (1:0)  |

### Skupina "B"
| Barbados - Kanada      |  | 0:4 (0:1)  |
| Novi Zeland - Škotska  |  | 2:1 (1:0)  |
| Kanada - Engleska      |  | 0:5 (0:2)  |
| Barbados - Novi Zeland |  | 0:11 (0:4) |
| Engleska - Škotska     |  | 5:0 (2:0)  |
| Kanada - Novi Zeland   |  | 0:3 (0:1)  |
| Engleska - Barbados    |  | 10:0 (3:0) |
| Kanada - Škotska       |  | 1:2 (1:1)  |
| Engleska - Novi Zeland |  | 0:4 (0:1)  |
| Škotska - Barbados     |  | 8:0 (3:0)  |

## Drugi krug - za poredak
- za 9. mjesto

| Nigerija - Barbados |  | 1:4 (1:1) |

- za 7. mjesto

| Kanada - JAR |  | 2:5 (0:2) |

- za 5. mjesto

| Malezija - Škotska |  | 0:3 (0:3) |

### Za odličja
- poluzavršnica

| Australija - Engleska |  | 3:0 (1:0) |
| Novi Zeland - Indija  |  | 0:1 (0:0) |

- za brončano odličje

| Engleska - Novi Zeland |  | 0:0 * |

* Engleska je pobijedila 3:1 nakon raspucavanja sedmeraca.
- za zlatno odličje

| Australija - Indija |  | 1:0 (0:0) |

### Konačni poredak
| Mj. | Djevojčad   |
| --- | ----------- |
| 1.  | Australija  |
| 2.  | Indija      |
| 3.  | Engleska    |
| 4.  | Novi Zeland |
| 5.  | Škotska     |
| 6.  | Malezija    |
| 7.  | JAR         |
| 8.  | Kanada      |
| 9.  | Barbados    |
| 10. | Nigerija    |

| Pobjednice              |
| ----------------------- |
| Australija Drugi naslov |

## Vanjske poveznice
- (engl.) Službeni rezultati  Arhivirana inačica izvorne stranice od 13. listopada 2009. (Wayback Machine)